# Fisionotraç

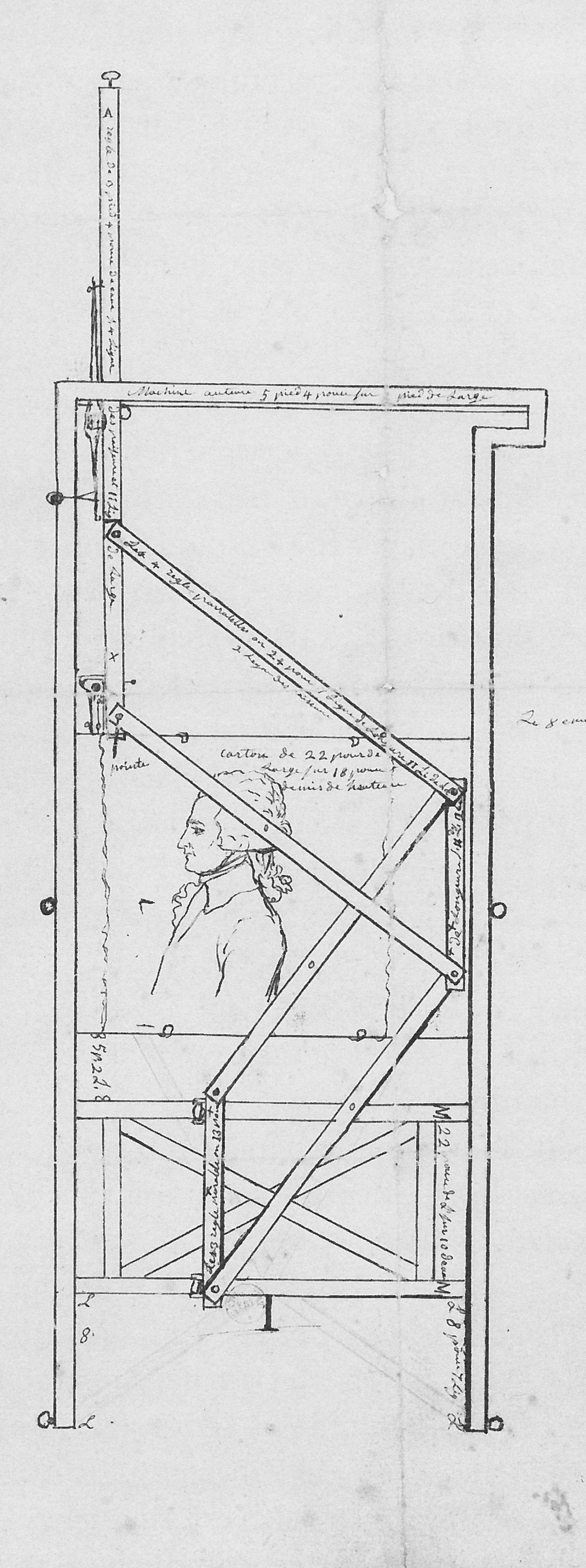
Aparell pels Fisionotrazo. A partir de Quenedey, Paris entre 1790–1830, Bibl.nat.de França

El fisionotraç (de la paraula fisonomia, que es defineix com l'aspecte particular del rostre d'una persona) és un instrument òptic mecànic utilitzat i inventat el 1786 per Guilles-Louis Chrétien. Va ser utilitzat al llarg del segle xix com una màquina de dibuixar, capaç de traçar els perfils d'objectes i models sobre làmines de coure.
L'aparició d'aquest aparell va venir impulsada per la moda establerta de la silhouette. Aquest invent va impulsar una gran tendència creativa així com l'execució de la professió de fisionotracista.

## Història
L'aparició i evolució de la fotografia ha estat possible gràcies a uns determinats invents predecessors, entre els quals: fisionotraç, el retrat miniatura o la silhouette. El fisionotraç va ser creat el 1786 per Gilles-Louis Chrétien, un aparell que combinava la tècnica del gravat i la de la silueta. Basat en el pantògraf, amb la característica de poder repassar en un pla vertical i d'incorporar un visor, l'invent va arribar a tenir molt d'èxit. Chrétien no considerava que el gravat al burí era suficient i va ser així com creà el fisionotraç, utilitzant la tècnica de l'aiguatinta amb l'aiguafort i el burí per crear fisionotraços d'una gran bellesa. 

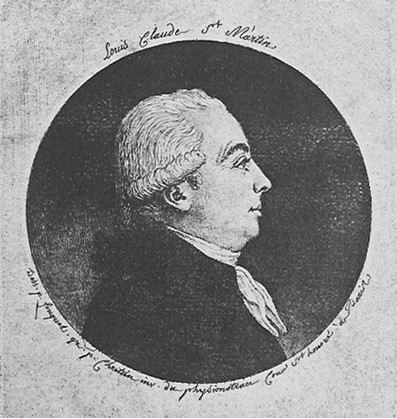
Gilles Louis Chretien, Retrat (fisionotraç) del filòsof Louis-Claude de Saint Martin, de 1800

 Consistia en un sistema de paral·lelograms articulats, capaços de desplaçar-se en un pla horitzontal. Amb l'ajuda d'un estil sec, l'operador seguia el perímetre del dibuix. Un estil amb tinta seguia els desplaçaments del primer estil i calcava el dibuix a una escala determinada per la seva posició relativa. Dos punts principals distingien al fisionotraç. A part del seu valor poc comú, es desplaçava per un pla vertical i es trobava proveït d'un visor que, en substituir la punta seca, permetia reproduir les línies d'un objecte, ja no a partir d'un pla, sinó d'un espai. Després d'haver situat el model, l'operador, pujat a un tamboret darrere de l'aparat, manejava observant a través del visor els trets que desitjava reproduir.
El fisionotraç va ser l'invent que va abaratir el retrat convertint-lo, així, en assequible per un vast públic. L'avantatge sobre el retrat en miniatura era el següent: una vegada conclòs el gravat sobre el metall, es podien efectuar diverses còpies i, tot això, amb un cost mínim.
Les miniatures, pintades manualment sobre plaques de marfil, exigien als artistes crear un retrat de manera molt més complicada i complexa. Aquesta obra era única, ja que se'n feia només una i si el client desitjava més còpies del retrat, del qual havia estat satisfet, el miniaturista havia de començar el procés de zero, però aquesta vegada, utilitzant el retrat acabat com a referència. El fisionotraç oferia la possibilitat d'adquirir un nombre moderat de còpies a un preu molt baix i d'una qualitat molt bona.

### Requeriments per a ser fisionotracista
Coneixement de les tècniques de gravat del segle XVIII-XIX: 
- Tècnica de l'aiguatinta
- Coneixement i ús del pantògraf
- Formació artística
- Coneixement de la modalitat de gravat: aiguafort
- Ús del mordent
- Ús dels pols de resina
- Manipulació a punta seca

## Procés i tècniques utilitzades
El fisionotraç es basava en un instrument interior anomenat pantògraf, dissenyat per augmentar o disminuir amb precisió dibuixos de plans i dissenys. Aquest ha estat considerat com a predecessor manual de la fotografia. Per mor del seu disseny, aquest instrument resultava adient per la realització de retrats en perfil oferint a les plaques obtingudes un aspecte característic. El procés requeria sis minuts de positura i quatre dies de treball per obtenir 12 còpies de cinc a sis centímetres de diàmetre.
1. Amb una font de llum, es projecta l'ombra del cap i una part del bust del model, col·locat de perfil, sobre un paper fixat sobre un bastidor en vertical. El model, per tant, s'interposa entre el paper que actua com una pantalla i la font de llum. Llavors, el retratista obté l'ombra nítidament perfilada en la transparència del paper.
2. Amb l'ajuda de diversos materials de dibuix, el retratista traça el contorn exacte de l'ombra projectada sobre el paper. El dibuix ha de resultar clar, nítid i net, amb gran definició.
3. A continuació, el paper s'ha de desprendre del bastidor per tal d'omplir el buit tancat pel perímetre, marcant els trets del perfil del model. Aquesta posició del model és imperativa per facilitar la tasca del retratista de dibuixar, tant els ulls com els altres trets del rostre del model. Tots els detalls queden perfeccionats per l'habilitat del retratista.
4. Després d'aquesta fase, el model deixa de ser necessari pel seguiment del treball. El paper, sobre el qual hi ha traçat el perfil del model, es torna a col·locar en vertical però, aquesta vegada, sobre una base rígida.
5. Aquest fase de dibuix no requereix l'actuació del retratista, sinó que es pot portar a terme per una altra persona. Chrétien estava associat amb Quenedey, Fouquet i Furnier, aquests últims eren els encarregats d'aquesta fase del procés de gravat. Però la resta de passos a seguir són responsabilitat del gravador, en aquest cas, Chrétien.
6. A continuació, es col·locava el mecanisme del pantògraf, de varetes de fusta, davant del dibuix perquè l'operador comenci a fer la reducció a l'escala desitjada. Per traslladar el dibuix a una altra zona del paper, s'havia de fixar el pivot i desplaçar el punt de copiat sobre el contorn original, on un estil situat en el punt de referència reproduïa el perfil. Per traslladar el dibuix a una altra zona del paper és necessari fixar el pivot i moure el punt de la còpia sobre el traçat original, on un estil situat en el punt de referència reprodueix el perfil.
7. Una vegada obtinguda la reducció en un cercle de 5 a 6 centímetres de diàmetre, es trasllada a una placa de coure protegida per una fina capa de pols de resina. Per aquest darrer procés Chrétien perforava el paper amb l'ajuda d'una fina agulla seguint el traçat del perfil i els trets de l'interior, més determinants. Això fins a arribar al metall, on es deixa actuar el mordent, una substància corrosiva. La quantitat de pols de resina determina els tons obtinguts, siguin més foscos o més clars. La resina s'adhereix al coure després de ser tractada amb la calor d'una flama. Una vegada acabat aquest pas el gravador introdueix el metall en aiguafort.
8. Una vegada eliminada la resina protectora, la placa es comença a treballar al burí per enllestir els detalls i reproduir les expressions del rostre del model. Per finalitzar, la placa s'entinta i es passa pel tòrcul perquè la tinta traspassi al paper humit el perfil. L'operador té l'obligació de revisar el resultat per rectificar aquelles parts no resoltes. El producte final es manipula a punta seca i es torna a introduir la placa en la substància corrosiva. Controlant el temps d'exposició del retrat en el mordent s'obté el producte definitiu.[3]